# José Ferrándiz y Niño
José Ferrándiz y Niño (Sevilla, 12 de marzo de 1847-Madrid, 1 de enero de 1918) fue un militar y político español, vicealmirante de la Armada Española.

## Biografía
Hijo de Juan Ferrándiz Zaragoza y María de los Dolores Niño y Ancos, nació el 12 de marzo de 1847 en Sevilla.
En 1888, bajo el mando del entonces capitán de navío Pascual Cervera y Topete, estuvo destinado como segundo comandante en el acorazado Pelayo como parte de su primera dotación.

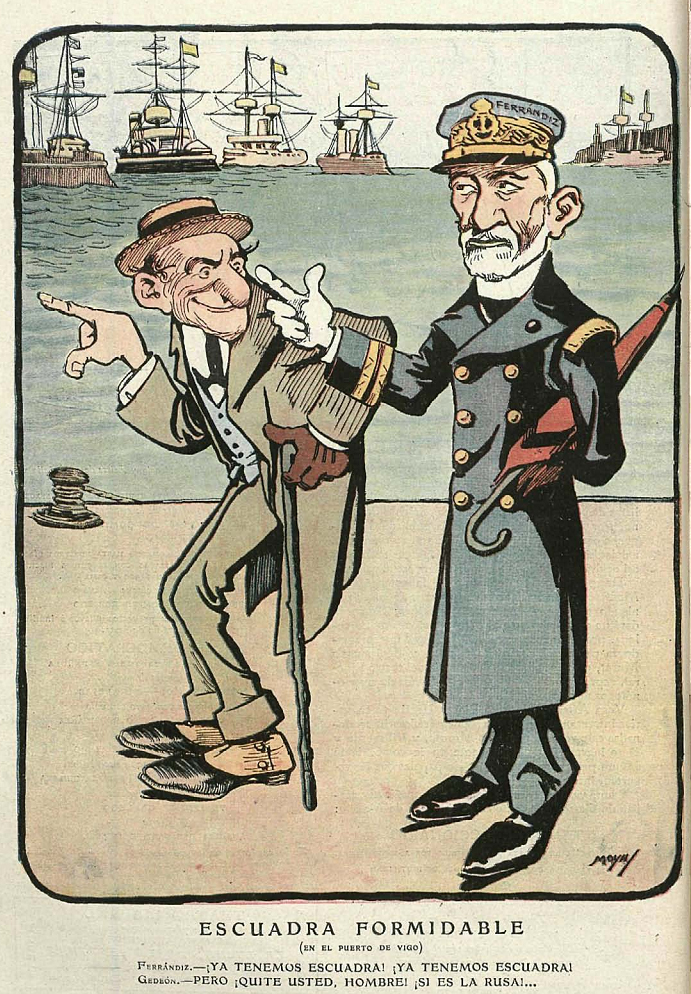
Escuadra formidable, ilustración publicada en la revista satírica Gedeón, en septiembre de 1904.

Fue profesor de la Escuela Naval Flotante, formó parte de la escuadra del Almirante Cámara enviada a Filipinas tras la Batalla de Cavite que fue retenida en Puerto Saíd, al mando de la flotilla de destructores Audaz, Osado y Proserpina.
Era capitán de navío el 8 de diciembre de 1903, cuando fue Ministro de Marina en el primer Gobierno presidido por Antonio Maura, puesto en el que permaneció hasta el 16 de diciembre de 1904. Ocupó esta cartera por segunda vez en el periodo del 25 de enero de 1907 hasta el 21 de octubre de 1909, cuando fue el ministro de Marina de la ley de 7 de enero de 1908 (Diario Oficial n.º 5, de 8 de enero de 1908) conocida como Ley del Ocho y por la crónica oficial de la Armada Española como Maura- Ferrándiz, para la construcción de una nueva escuadra, después del desastre de 1898, la cual autorizaba:
Fue elegido senador por Lérida en 1903, por Málaga en 1907 y designado senador vitalicio en 1909.
Falleció el 1 de enero de 1918.

## Plan naval de 1908

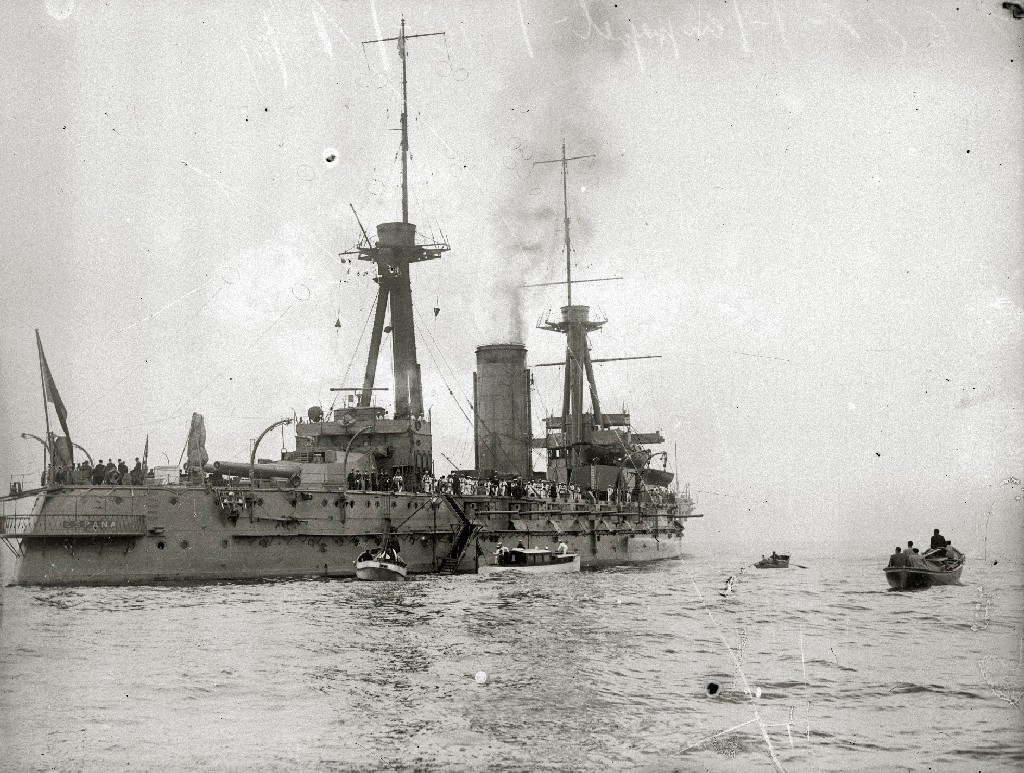
El acorazado España, primer buque de la clase España, que entró en servicio activo en 1913.

Por los Acuerdos de Cartagena se estableció una colaboración defensiva, que no llegaba al nivel de una alianza militar formal, entre España, Reino Unido y Francia, por la cual cada uno de esos países garantizaba la integridad territorial de los demás en las posesiones que cada uno tenía en el Mar Mediterráneo y en las  costas europeas y africanas bañadas por el océano Atlántico. 
A cambio del apoyo británico y francés para la defensa de España, la flota española apoyaría a la Armada Francesa en caso de guerra con la Triple Alianza contra las flotas combinadas del Reino de Italia y Austria-Hungría en el Mar Mediterráneo ya que la Royal Navy debería de centrarse en el Mar del Norte contra la Kaiserliche Marine germana; mientras que la flota francesa por sí sola no podría contener a la armada italiana y la austrohúngara  juntas, y era necesario que Francia transportara por mar a sus tropas coloniales desde el norte de África al continente europeo.
Gracias a la colaboración de los miembros de la entente cordiale, España pudo en parte empezar a reconstruir su flota de guerra, destacando la producción de los acorazados de tipo dreadnought clase España, y la proyección de la clase Reina Victoria Eugenia, que sin embargo por el estallido de la Gran Guerra en 1914 nunca llegaron a construirse.
Para cumplir con las obligaciones adquiridas por el gobierno español, el nuevo Plan naval de 1907 (luego conocido como Plan Ferrándiz) fue aprobado por el gobierno a principios del año siguiente como Ley de Marina del 7 de enero de 1908 y consistió en:
- Habilitación del Arsenal de Ferrol:
  - Construcción de un dique seco de 20.000 t para grandes buques, por 7.000.000 de pesetas.
  - Dragado de la dársena y ante dársena, por 1.500.000 de pesetas.
  - Para completar las instalaciones de la central eléctrica, por 200.000 pesetas.
  - Construcción de polvorines y sus caminos y embarcaderos, por 200.000 pesetas.
  - Arreglo de vías y reparación de almacenes, por 120.000 pesetas.
  - Construcción de una grada para grandes buques con media de transportes de materiales, por 410.000 pesetas.
  - Construcción de un muelle para descargas de materiales y vías, por 300.000 pesetas.
  - Construcción de un nuevo taller de herreros de ribera, con traslación de herramientas y adquisición de nuevas, por 400.000 pesetas.
  - Construcción de muelles metálicos y de armamentos con grúas para embarque de las máquinas y demás efectos pesados, por 500.000 pesetas.
  - Construcción de un taller para el montaje a flote con herramientas, por 210.000 pesetas.
  - Obras auxiliares y arreglo de los talleres actuales, con adquisición de herramientas y medios modernos de transporte, por 610.000 pesetas.

- Habilitación del Arsenal de Cartagena:
  - Construcción de un aljibe y su cañería, por 90.000 pesetas.
  - Construcción de polvorines y sus caminos y embarcaderos, por 150.000 pesetas.
  - Arreglo de almacenes y enlace de la vía con la general de ferrocarriles, por 120.000 pesetas.

- Habilitación del Arsenal de la Carraca:
  - Construcción de la dársena del nuevo dique, por 1.500.000 pesetas.
  - Dragado de los caños, por 500.000 pesetas.
  - Construcción de un aljibe en tierra, por 181.000 pesetas.
  - Preparación de los talleres de construcción de cañones y montajes, por 183.000 pesetas.
  - Para la adquisición de materiales para construcción de cañones y montajes, por 197.000 pesetas.
  - Para vías de comunicación y material de arrastre entre la Avanzadilla y el Parque de artillería de San Fernando, por 120.000 pesetas.
  - Para instalar la fábrica de artillería y el polígono de fuego, por 300.000 pesetas.
  - Construcción de polvorines y sus caminos y embarcaderos, por 200.000 pesetas.

- Construcciones de buques de la escuadra:
  - 3 acorazados, Clase España de 15 700 t cada uno, a 45.000.000 de pesetas por buque.
  - 3 destructores, Clase Bustamante de 350 t cada uno, a 2.100.000 pesetas por buque; o 3 submarinos, de 250 a 300 t cada uno, a 2.100.000 pesetas por buque.
  - 24 torpederos, Clase T1 de 180 t cada uno, a 1.170.000 pesetas por buque.

- Habilitaciones y defensa de los arsenales de Ferrol, Cartagena y la Carraca:
  - 4 aljibes, a 240.000 pesetas por buque.
  - 1 remolcador de 300 t, a 360.000 pesetas.
  - Barcazas de munición y carbón, a un total de 300.000 pesetas.
  - Material de torpedos y telegrafía sin hilos, por 1.500.000 pesetas.

- Otras atenciones:
  - Finalización de las obras del crucero Reina Regente, por 2.000.000 de pesetas.
  - Pertrechos para el crucero Cataluña, por 150.000 de pesetas.
  - 4 cañoneros, Clase Recalde de 800 t cada uno, a 1.500.000 pesetas por buque.
  - 10 patrulleros, clase Delfín de 150 t cada uno, a 210.000 pesetas por buque que deberán salir de la venta de material inservible de la armada.
  - Modificaciones y nuevas construcciones no previstas y de urgente necesidad (adquisición del transporte Almirante Lobo, de segunda mano en Reino Unido), por 3.000.000 de pesetas.